# Cymothoe bakossensis
Cymothoe bakossensis är en fjärilsart som beskrevs av Embrik Strand 1912. Cymothoe bakossensis ingår i släktet Cymothoe och familjen praktfjärilar. Inga underarter finns listade i Catalogue of Life.